# Premio Massimo Troisi
Il Premio Massimo Troisi è un concorso dedicato allo spettacolo che si svolge a San Giorgio a Cremano.
Il concorso è prevalentemente dedicato ad attori comici ed a cortometraggi di genere comico e commedia realizzati da autori italiani e stranieri.

## Storia
La prima edizione, sotto la direzione artistica di Fulvio Iannucci, che ne fu anche l'ideatore, fu istituita nel 1996, a due anni dalla morte di Massimo Troisi, dal sindaco Aldo Vella come concorso di corto comico e selezione nuovi attori. Fu preceduto e preparato da una mostra su Troisi curata da Fulvio Iannucci (1995) e da due laboratori teatrali ("Il giardino del teatro, 1995 e "Il teatro del fuoco" 1996) diretti da Renato Carpentieri.
Numerose le esibizioni da ricordare: nel 2001 si esibì Beppe Grillo, poi nelle edizioni successive si susseguirono gli spettacoli di Renzo Arbore, Elio e Le Storie Tese, Lucio Dalla ed Eduardo De Crescenzo e nel 2004 Tiziano Ferro, che mutarono la formula originaria.
Di successo furono le mostre cinematografiche dedicate alle stelle del cinema italiano, con filmati riguardanti Vittorio De Sica, Ugo Tognazzi, Peppino De Filippo, Nino Taranto e Tina Pica.
Una festa nel ricordo di Massimo Troisi fu organizzata in occasione del decimo anno, nel 2004, del suo film Il postino: fra gli ospiti Nathalie Caldonazzo, Maria Grazia Cucinotta, Lello Arena, Enzo Decaro e in collegamento dalla Francia l'attore Philippe Noiret.
Dal 2003 un apposito spazio è dedicato ai lavori delle scuole, premiando il miglior cortometraggio studentesco.
Dopo uno stop di alcuni anni, il Premio Massimo Troisi tornerà ad essere organizzato dalla Città di San Giorgio a Cremano nell'ottobre del 2017, sotto la direzione di Paolo Caiazzo.
Nel 2019 il Premio torna ad essere itinerante nelle piazze di San Giorgio a Cremano culminando con la serata finale che ha visto come ospiti Giorgio Panariello e Michele Zarrillo e la vittoria nella categoria "Miglior attore comico" il talentuoso napoletano Stefano De Clemente.

## Selezioni
- Miglior cortometraggio comico
- Miglior scrittura comica
- Miglior attore/attrice comico/a
- Miglior cortometraggio studentesco
- Miglior video "cortissimo"
- Miglior racconto comico
- Miglior atto unico di teatro comico
- Miglior monologo o sketch di cabaret